# Gran Paradiso
Gran Paradiso (fransk: Grand Paradis) er det højeste bjerg i den italienske del af De graiiske Alper. Bjerget ligger i regionen Aostadalen (Valle d'Aosta), i det nordvestlige Italia. Bjergtoppen ligger i nærheden af Mont Blanc og grænsen til Frankrig, men hele bjerget ligger på italiensk side.
Bjergets højeste tinde på 4061 m.o.h. blev besteget for første gang 4. september 1860 af J. J. Cowell, W. Dundas, J. Payot og J. Tairraz. I dag bliver det anset som forholdsvis let at bestige, bortset fra de sidste 60 meter før toppen. Klatringen starter som oftest enten fra Rifugio Chabod eller Rifugio Vittorio Emanuele. Sidstnævnte har fået navnet efter Victor Emanuel 2. af Italien, som oprettede Gran Paradiso royal reserve i 1856, som i dag er blevet til Nationalparken Gran Paradiso.